# El Guismi
El Guismi ist eine Ortschaft und eine Parroquia rural („ländliches Kirchspiel“) im Kanton El Pangui der ecuadorianischen Provinz Zamora Chinchipe. Die Parroquia besitzt eine Fläche von 94,4 km². Die Einwohnerzahl lag im Jahr 2015 bei 1604. Die Parroquia El Guismi wurde am 5. Mai 1994 gemeinsam mit der im selben Kanton gelegenen Parroquia Pachicutza gegründet.

## Lage
Die Parroquia El Guismi liegt in den östlichen Anden im Südosten von Ecuador. Der Hauptort El Guismi liegt auf einer Höhe von 770 m, 1,5 km westlich der Fernstraße E45 (Zamora–Macas) sowie 8 km nordnordöstlich des Kantonshauptortes El Pangui. Der Río Zamora begrenzt das Areal im Osten, dessen linker Nebenfluss Río Chuchumbleza im Norden.
Die Parroquia El Guismi grenzt im Westen und im Norden an die Parroquia Bomboiza (Kanton Gualaquiza, Provinz Morona Santiago), im Osten an die Parroquia Tundayme sowie im Süden an die Parroquia El Pangui.